# Andrej Vlagyimirovics Balanov
Andrej Vlagyimirovics Balanov (oroszul: Андрей Владимирович Баланов; Csehov, 1976. április 27. –) orosz amatőr ökölvívó.

## Eredményei
- orosz bajnok ( 2004, 2006, 2007 )
- 2006-ban Európa-bajnok váltósúlyban.
- 2007-ben a világbajnokságon a nyolcaddöntőben 16:12 arányú pontozásos vereséget szenvedett a thaiföldi Non Boonjumnongtól.